# ŽOK Dubrovnik
ŽOK Dubrovnik är en volleybollklubb (damer) från Dubrovnik, Kroatien. Dess största framgång är segern i europacupen 1997/1998
Klubben grundades 1971. Under tiden fram till Jugoslaviens sönderfall hade den inga större framgångar. Redan första året då Kroatien hade en egen liga (1991/1992) kom laget tvåa i mästerskapet. Klubben tvingades därefter på grund av ekonomiska problem gå ner till näst högsta ligan. Den senare hälften av 1990-talet kom att bli lagets dittills mest framgångsrika. De återvände till högstaserien 1995 och vann säsongen 1996/1997 både mästerskapet och cupen utan att förlora någon match i någon av turneringarna.
Följande säsong engagerade de Nikolaj Karpol, VK Uralochka-NTMKs långvariga tränare. Då Uralochka-NTMK inte deltog i Europacupen 1997/1998 kom flera spelare från laget att spela för Dubrovnik istället. Laget förstärktes även med fler kroatiska landslagsspelare. Laget vann återigen det kroatiska mästerskapet och cupen utan att förlora någon match. Den största framgången var dock att de vann europacupen, vars finalspel (semifinal & final) de själva arrangerade i Dubrovnik.
Året efter försvann både klubbens tränare och de flesta av spelarna. Laget kom trea både i det kroatiska mästerskapet och cupen. Därefter tvingades de åter av ekonomiska problem att gå ner till näst högsta ligan. Där har de sedan dess i huvudsak hållit till, även om de under några säsonger åter spelat i högsta ligan.